# Hermann Aicher
Hermann Aicher (* 11. Juni 1902 in Salzburg; † 1. Juli 1977 ebenda) war langjähriger Leiter des Salzburger Marionettentheaters.

## Werdegang
Aicher wurde als Sohn des Bildhauers Anton Aicher und der aus Graz stammenden Gutsbesitzerstochter Rosina Deutsch geboren.
Seit der Gründung des Salzburger Marionettentheaters durch seinen Vater im Jahr 1913 war Aicher am Theater tätig. Er studierte in Wien an der Technischen Hochschule und an der Akademie der bildenden Künste, brach aber nach dem Tod seines Bruders seine Ausbildung ab, um in die Leitung des elterlichen Theaters einzutreten. 1926 heiratete er die Sopranistin Elfriede Eschenlohr und erhielt von seinem Vater als Hochzeitsgeschenk die Leitung des Theaters.
Im Sommer 1977 wurde Aicher anlässlich seines 75. Geburtstages im Rahmen einer Festgala zum Ehrenbürger der Stadt Salzburg ernannt. Kurz danach starb er. Die künstlerische Leitung des Theaters wurde von seiner Tochter Gretl Aicher übernommen.